# Río Annapolis
El río Annapolis es un curso de agua Canadá.

## Descripción
El río discurre por la provincia canadiense de Nueva Escocia. Aparece descrito en el primer tomo del Novísimo diccionario geográfico, histórico, pintoresco universal (1863) con las siguientes palabras:

ANNÁPOLIS, rio de la Nueva Escocia, en la América septentrional. Tiene su nacimiento á 80 kil. N. O. de Halifax, pasa por Annápolis y desagua en el lago del mismo nombre, despues de un curso de 88 kil. de E. N. E. al O. S. O. Es navegable para los buques de todo porte, el espacio 14 kil. y el de 20 para los de 100 toneladas. La marea sube hasta unos 50 kil. y se eleva á mucha altura en el lago de Annápolis.